# Plogonnec
Plogonnec é uma comuna francesa na região administrativa da Bretanha, no departamento Finisterra. Estende-se por uma área de 53,91 km². Em 2010 a comuna tinha 3 229 habitantes (densidade: 59,9 hab./km²).